# حكوماتية بيئية
الحكوماتية البيئية هي تطبيق مبادئ فوكو بخصوص السلطة على الحياة والحكوماتية لتحليل تنظيم العلاقات الاجتماعية مع العالم الطبيعي. يشرح مبدأ الحكوماتية البيئية الفحص النسبي للدولة ليشمل العقلانية البيئية وتقنيات الحكم (ماليت، 2009). بدأ في منتصف التسعينيات بواسطة مجموعة صغيرة من العلماء النظريين (ليوك ودارير ورذرفورد)، ازدادت الكتابات المتعلقة بالحكوماتية البيئية كرد فعل على النقص المحسوس في ما يتعلق بتحليل فوكو لحماية البيئة والدراسات البيئية.
بعد ميشال فوكو، ركزت الكتابات المتعلقة بالحكوماتية البيئية على كيفية تكوين المؤسسات الحكومية، بالتعاون مع منتجي المعرفة الخبيرة، لمفهوم «البيئة». يُرى هذا التكوين من ناحية خلق موضع للمعرفة وكرة يُخلق بداخلها أشكال محددة من التدخل والإدارة وتستخدم في الهدف الأكبر للحكومة وهو إدارة حياة مقوماتها. لا تعتمد الإدارة الحكومية على نشر وتوطين المعرفة\السلطة بين الأفراد الفاعلين. يخلق ذلك شبكة غير مركزية من العناصر ذاتية التنظيم والتي تصبح اهتماماتها متكاملة مع اهتمامات الدولة.
الحكوماتية البيئية هي جزء من منطقة أوسع وهي البيئة السياسية. إذ أنه يمكن وضعها بداخل المناقشات الدائرة حول كيفية موازنة الاهتمام بالعلاقات الاجتماعية الطبيعية والاهتمام بالتأثير البيئي الحقيقي لعلاقات محددة. يمثل هذا المصطلح أهمية كبيرة لمؤلفين مثل براينت وواتس وبيت، والذين يجادلون بشأن أهمية الظاهراتية الطبيعية التي تنشأ من الاهتمامات ما بعد البنوية بالمعرفة والسلطة والحوار. بالإضافة إلى ذلك، فهي تتمتع بأهمية خاصة للجغرافيين بسبب قدرتها على الربط بين الظواهر الاجتماعية البيئية المرتبطة بالمكان والتأثيرات غير المرتبطة بالمكان لكل من أنظمة الحكم المحلية والدولية. بالتحديد، بالنسبة لدراسات التغيرات البيئية التي تتخطى حدود منطقة محددة، يمكن أن تثبت الحكوماتية البيئية أهميتها كأداة تحليلية لتتبع مظاهر سياسة محددة عبر نطاق يتراوح بين الفرد والمجتمع والدولة وعلى التركيبات الأكبر من الحوكمة البيئية الدولية.

## إدارة الموارد والدولة
تعتبر الأعمال التي قدمها رذرفورد، في تقييم التأثير البيئي في الولايات المتحدة، وكذلك أعمال أغراوال في إدارة الغابات المحلية في الهند، أمثلة على تلك الطريقة للتحليل. توضح كلتاهما كيف يمكن أن يؤدي إنتاج أشكال محددة من المعرفة الخبيرة (النماذج الإحصائية للتلوث، أو الإنتاجية الاقتصادية للغابات) المقترنة بتقنيات محددة للحكم (نظام التقييم الخاص بإدارة معلومات الطاقة الأمريكية أو المجالس الوطنية لحصر الغابات) إلى جلب المنفعة الفردية بالتماشي مع جلب المنفعة للدولة. لا يحدث ذلك من خلال الإلزام بنتائج معينة، ولكن عن طريق خلق أطر عمل تبرر السلوك بطرق معينة وإقحام الأفراد في عملية التعرف على المشكلة والتدخل فيها.
خلال نطاق جغرافي ما، يوفر هذا النوع من التحليل نظرة ثاقبة عن كيفية إدخال منطقة تحت سيطرة الدولة، وكيف يتحقق تنظيم التفاعل البشري مع هذه المنطقة. بالتركيز على تطور أساليب علم الخرائط، وأنظمة التصنيف الطبيعي، والمحاولات القديمة لإدارة الموارد الطبيعية في القرنين الثامن عشر والتاسع عشر، يظهر براون (2000 و 2003) وكوت (1998) كيف أدت أنظمة المعرفة الجديدة إلى امتداد أنظمة الحكوماتية إلى العالم الطبيعي. من العوامل الأساسية لهذا التحليل الربط بين منطق النفعية الإجمالي المستخدم من الدول وبين شكل المنطقة الواقعة تحت سيطرتهم. في سكوت، على سبيل المثال، فإن قياس الطبيعة من ناحية مفاهيم الإنتاج والموارد الطبيعية «أتاح للدولة فرض هذا المبدأ على الحقيقة التي رُصدت» (سكوت 14). صُورت الأنظمة الطبيعية المعقدة لمكان ما لأول مرة كمواقع مبسطة لاستخراج الموارد المُسيّر. كجزء من تلك الإدارة، يتغير تركيبهم البيئي (من خلال أشكال الزراعة والحصاد والاستخراج) في محاولة لجعلهم يتطابقون بشكل أقرب مع الأنظمة الإحصائية المبسطة التي قيسوا من خلالها.
في هذا الاستعراض الذي يركز بشكل أساسي على إدارة موارد محددة على المستوى القومي، ترتبط الحكوماتية البيئية بالأهداف الحكومية الأكبر التي حددها فوكو وهي تأمين الرفاه للسكان عن طريق إدارة «تركيبة معقدة من البشر والأشياء» (93). أظهر عمل سكوت على علم الحراج في أوروبا الحديثة المبكرة كيف كانت النماذج المنطقية التي وضعها حراس الغابات التابعون للدولة جزءًا من التركيب الأكبر للمعرفة الإحصائية التي وُضعت لإدارة السكان وتسهيل «الضرائب والتحكم السياسي والتجنيد الإجباري» (23). وبالمثل، يخلق تحليل براون للمسح الجيولوجي بكندا رابطًا واضحًا بين وسائل قياس وتمثيل التركيب المعدني للمنطقة، وبين المنشآت الحكومية التي تأسست لتعزيز مفهوم الوطن الموحد و «إدارة الأفراد والبضائع والثروة لتحسين وضع سكان الدولة» (27).
هنا، تُرى الحكوماتية البيئية كمجموعة من الاهتمامات ضمن مفهوم فوكو الأكبر. ولكن هناك حجة مهمة مُتضمنة في ذلك: هي أن لأشكال المعرفة المُنتجة في عملية جعل الطبيعة واضحة للدولة تأثير مهم على تطور إدراك الدولة ذاته، وهو تأثير لا يُغطى بالشكل الملائم في الصياغة الأصلية لفوكو. فهم يسعون إلى إضافة تناول فوكو للسكان وعملية نظم المعرفة\السلطة التي جعلت طرقًا محددة للفعل والرفاهية طبيعية بينما همشت البعض الآخر. بالبناء على مراجع فوكو الموجزة في «الموارد، طرق الكفاف والمنطقة ذات المواصفات المحددة» (93)، تعتبر مساهمتهم بمثابة استقصاء للأنظمة الموازية لقياس وتخصيص القيمة للعالم الطبيعي («المحصول» و «الحشيشة» (سكوت 13)) والتي تعمل كتشابهات لتصنيفات مثل «سلامة العقل» و «الجنون» في أعمال فوكو) ولإعطاء هؤلاء مستحقاتهم في نقاشات تكون إدراك الدولة ومؤسسات الحكوماتية.

## الحكومة البيئية وتغير المناخ
منذ حوالي عام 2002، قام الباحثون بتحليل الخطابات المحيطة بتغير المناخ العالمي والسياسات ذات الصلة باستخدام أفكار من فوكو ومن الحكومة الإيكولوجية.
وقد تطور هذا الحقل الفرعي أو تطبيق الحكومة الإيكولوجية في البداية من خلال تطبيق الفكر الفوكوي على تحليل الأنظمة المناخية الوطنية والدولية، وتحديد الفئات والمنهجيات التي تعمل بشكل جيد بشكل خاص في قضايا تغير المناخ. ومع تطور تطبيق نظرية الحكومة الإيكولوجية على تغير المناخ، تم تطبيق مبادئ النظرية أيضًا - بطرق معدلة بشكل مناسب - على دراسات الدولة والحكومات المحلية وكذلك المنظمات الخاصة وغير الربحية.
كما بدأت النظريات وأساليب التحليل المستندة إلى الحكومة الإيكولوجية في الظهور كأدوات لدراسة تغير المناخ في مجالات خارج الاقتصاد السياسي، مثل الاتصالات والعلاقات الدولية.